# 仲間由紀恵の感動!大好きブルガリア
仲間由紀恵の感動!大好きブルガリア（なかまゆきえのかんどう!だいすきブルガリア）は、テレビ東京系列での特番枠で放送された紀行番組。

## 概要
仲間がヨーグルトの故郷・ブルガリアを訪れ、地元の人々とふれあいながら、文化交流を展開する紀行番組で、仲間が女優として大ブレイクする直前に放送された。

## 番組内容
仲間由紀恵がブルガリアのヨーグルト文化を訪ね、故郷である沖縄と酷似したブルガリアの文化を発見し同世代の若者達が集まるインターネットカフェで出会った女子大生と出会い、彼女の家庭に突撃訪問した。その家族とのふれあいの中で、おばあちゃん直伝のヨーグルト作りを体験した。そのお返しに仲間は乾燥ゴーヤを使った「スパム入りゴーヤチャンプルー」をふるまった。

## 出演者
- 仲間由紀恵

## ナレーター
- 井上和彦

## スタッフ
- 構成：あすか響（本田英嗣構成作家ネーム）：企画・全体構成（ディー・プロジェクト株式会社）

市川幸宏
- 演出：ほんだひでつぐ（現・ディー・プロジェクト株式会社 代表取締役社長）

（本田英嗣 の演出ネーム）
- アシスタントディレクター：K.T
- 制作：K.M
- プロデューサー：柳川雅彦（現・テレビ東京）
- 制作：電通
- 制作：ホリプロ
- 制作：D-project誠（ディー・プロジェクト株式会社 OA上の表記）